# Аллокортекс
Аллоко́ртекс, или атипичная кора (известная также как гетерогенетическая кора) — это один из двух основных типов коры больших полушарий. Другим, противопоставляемым аллокортексу, типом коры является изокортекс, или «типичная кора», он же неокортекс, или «новая кора». Атипичность аллокортекса заключается в том, что он, в отличие от изокортекса, во взрослом состоянии имеет всего три или четыре слоя клеток коры, а в некоторых областях даже всего два слоя. Это сближает его с плащом мозга низших хордовых, в частности пресмыкающихся. В то же время изокортекс во взрослом состоянии имеет типичную для коры больших полушарий млекопитающих структуру, состоящую обычно из шести (лишь редко и в небольшом количестве областей — из меньшего числа) слоёв коры. Кроме того, весьма важно в этом определении также то, что области аллокортекса ни на какой стадии эмбрионального развития мозга не проходят через этап наличия в них шести слоёв, с последующим в ходе дальнейшего развития уменьшением количества слоёв (их исчезновением, срастанием или смешиванием). Именно за это аллокортекс назван гетерогенетической корой, в отличие от гетеротипичной, но гомогенетической коры, такой, например, как область Бродмана 4, которая в период эмбрионального развития проходит через стадию шести слоёв коры, но впоследствии теряет слой гранулярных клеток, и слоёв в ней становится пять. Аллокортекс у млекопитающих, особенно высших приматов и человека, занимает лишь малую долю общего объёма коры: более 90 % составляет изокортекс («типичная кора») или неокортекс («новая кора»).
Гетеротипичную гомогенетическую кору, имеющую во взрослом состоянии число слоёв меньшее шести, но проходящую через этап наличия шести слоёв у эмбриона, относят не к аллокортексу, а к изокортексу (неокортексу), несмотря на её кажущуюся внешнюю «атипичность» во взрослом состоянии — по филогенетическим и онтогенетическим основаниям. Аллокортекс же подразделяют, на основании числа имеющихся в нём слоёв, паттернов эмбрионального развития и предполагаемого филогенетического возраста, на три подтипа: эволюционно самую древнюю кору (или палеокортекс, палеопаллиум), эволюционно более молодую старую кору (или архикортекс, архипаллиум), которая, однако, всё равно филогенетически гораздо старше новой коры, и так называемую переходную кору (периаллокортекс), расположенную в областях стыка древней или старой коры с новой корой и представляющую собой плавный гистологический переход от одного типа коры к другому с постепенным увеличением количества слоёв и усложнением организации.
Области коры больших полушарий, обычно причисляемые к аллокортексу, включают в себя области обонятельного мозга, гиппокамповой формации (в том числе собственно гиппокампа) и лимбической системы.

## Анатомическое строение
Аллокортекс состоит всего из трёх или четырёх слоёв корковых нейронов, а в отдельных участках даже всего из двух слоёв, в противоположность изокортексу (неокортексу), состоящему из шести слоёв клеток коры (лишь в некоторых областях — из меньшего количества слоёв, например, пяти, но эти области всё равно проходят через стадию наличия шести слоёв в процессе эмбрионального развития). В областях аллокортекса выделяют три подтипа областей: области древней коры (архикортекса), области старой коры (палеокортекса) и области переходной коры (периаллокортекса, также называемого мезокортексом).
Древняя кора, или древний плащ (палеокортекс, палеопаллиум) — это подтип эволюционно очень древней, очень тонкой, достаточно примитивной по гистологическому строению, корковой ткани, которая состоит из четырёх слоёв корковых нейронов. Два слоя гранулярных клеток, а именно слои II и IV, присутствующие в изокортексе (неокортексе), в палеокортексе отсутствуют. Основными областями старой коры являются обонятельная луковица, обонятельный бугорок и пириформная кора.
Старая кора, или старый плащ (архикортекс, архипаллиум) — это подтип ещё более эволюционно древней, ещё более примитивной по гистологическому строению, корковой ткани, которая состоит из трёх, а в некоторых местах даже всего из двух, слоёв корковых нейронов. Основными областями древней коры являются гиппокамповая формация, в частности сам гиппокамп, и лимбическая система, в частности зубчатая извилина.
Переходная кора (периаллокортекс) — это области плавного гистологического перехода на стыке между новой корой (неокортексом или неопаллиумом) и либо старой корой (палеокортексом, палеопаллиумом), либо древней корой (архикортексом, архипаллиумом). Поэтому переходная кора, в свою очередь, может быть подразделена на переходную старую кору, или перипалеокортекс (перипалеопаллиум), и переходную древнюю кору, или периархикортекс (периархипаллиум). К переходной старой коре относится прежде всего передняя инсулярная кора. К переходной древней коре относятся энторинальная кора, пресубикулярная кора, ретроспленальная кора, надмозолистая область, подколенная область.
От количества слоёв коры и сложности её гистологической структуры напрямую зависит и «вычислительная мощность» того или иного участка коры (его способность к быстрой обработке входящих потоков информации), и его функциональная гибкость (способность к решению нестандартных информационных задач в быстро меняющихся условиях). Более примитивные корковые структуры, состоящие из меньшего числа слоёв клеток, эволюционно весьма консервативны и по своему гистологическому строению, и по местонахождению в мозге, и напоминают по строению плащ мозга пресмыкающихся. Кроме того, обоняние является основной и наиболее древней сенсорной модальностью у филогенетически более древних млекопитающих. Поэтому предполагают, что количество слоёв коры обратно пропорционально филогенетическому возрасту того или иного участка коры (чем больше слоёв коры, тем данный участок, вероятно, филогенетически моложе, и наоборот — чем меньше в нём слоёв коры, тем он, вероятно, филогенетически старше). На этом основании считают, что самыми филогенетически древними и самыми примитивными являются области так называемой «древней коры», или архикортекса.